# Ducado de Neopatria
El ducado de Neopatria (en griego: Δουκάτο Νέων Πατρών) fue un territorio histórico situado en Grecia, en la región de Tesalia, alrededor de la ciudad de Neai Patrai (actual Ypati). 
En la actualidad, el Rey de España ostenta vestigialmente el título de duque de Neopatria junto con el de duque de Atenas.

## Historia
Fue conquistado en el año 1319 por tropas almogávares de la Gran Compañía Catalana comandadas por el infante Alfonso Federico, y elevado a ducado en unión con el de Atenas. 
Administrativamente estaba dividido en las capitanías de Siderocastro, Neopatria y Salonia.
El título de duque de Neopatria fue asumido en 1377 por el rey Pedro IV el Ceremonioso de Aragón y fue conservado dentro de las prerrogativas reales hasta el reinado de Carlos II de España.
Parte del territorio fue conquistado por los serbios de Stefan Dusan en 1337 y los progresivos embates del Imperio bizantino fueron disminuyendo las posesiones del ducado. Finalmente, en 1390, cayó completamente en manos de la República de Florencia.

## Lista de duques de Neopatria
- 1319-1338: Alfonso Fadrique, hijo bastardo de Federico II de Sicilia
- 1338-1348: Juan de Sicilia, hijo de Federico II de Sicilia
- 1348-1355: Federico I de Atenas, hijo de Juan II
- 1355-1377: Federico III de Sicilia, primo de Federico I de Atenas
- 1377-1381: María de Sicilia, reina de Sicilia, hijo de Federico III de Sicilia
- 1381-1390: Pedro IV de Aragón, rey de Aragón

### Vicarios generales
- - Mateo de Moncada (1359-1361)[8] y (1363-1366)
  - Roger de Lauria (1362-1369)
  - Mateo de Peralta (1370–1374)[9]
  - Luis Federico de Aragón (1375–1381)[9]
  - Dalmau VI de Rocabertí o Dalmau IV, vizconde de Rocabertí (1379–1386, de facto solo durante su estancia en Grecia 1381–1382)[10]
  - Bernat de Cordella (1386–1387), nunca fue a Grecia[11]

Actividad de la Corona de Aragón en Grecia.